# Megan Moroney
Megan Ann Moroney (Savannah, 9 ottobre 1997) è una cantante statunitense.

## Biografia
Megan Moroney ha fatto il proprio debutto discografico con l'album in studio Lucky (2023), entrato alla 38ª posizione della Billboard 200; il disco è stato promosso dalla hit Tennessee Orange, primo ingresso della cantante nella top 30 della Billboard Hot 100 e certificata doppio platino dalla Recording Industry Association of America, nonché premiata con un CMT Music Award.
Megan Moroney è stata premiata anche con un Academy of Country Music Award nel maggio 2024. Due mesi più tardi ha fatto ritorno sulle scene musicali col secondo LP, dal titolo Am I Okay?; il progetto è entrato nella classifica statunitense al 9º posto con oltre 43 000 unità equivalenti e alla 36ª posizione nella Canadian Albums.
È stata omaggiata col Rulebreaker Award ai Billboard Women in Music nella prima metà del 2025.

## Discografia

### Album in studio
- 2023 – Lucky
- 2024 – Am I Okay?

### EP
- 2022 – Pistol Made of Roses

### Singoli
- 2021 – Wonder
- 2022 – Tennessee Orange
- 2023 – I'm Not Pretty
- 2023 – Lucky
- 2023 – Can't Break Up Now (con gli Old Dominion)
- 2023 – What Are You Listening To?
- 2024 – No Caller ID
- 2024 – 28th of June
- 2024 – Indifferent
- 2024 – Man on the Moon
- 2024 – Hell of a Show
- 2025 – You Had to Be There (con Kenny Chesney)
- 2025 – 6 Months Later

## Tournée
- 2023 – Pistol Made of Roses Tour
- 2023 – The Lucky Tour
- 2024 – The Lucky 2.0 Tour
- 2025 – Am I Okay? Tour